# Ken Ogata
Ken Ogata (緒形拳, Ogata Ken), né le 20 juillet 1937 à Shinjuku et mort le 5 octobre 2008 à Mibu, est un acteur japonais. Son vrai nom est Akinobu Ogata (緒形明伸, Ogata Akinobu).

## Biographie
Ken Ogata nait le 20 juillet 1937 dans l'ancienne municipalité de Ushigome-ku (ja), aujourd'hui située dans l'arrondissement de Shinjuku à Tokyo. Il commence sa carrière d'acteur au théâtre puis apparaît pour la première fois au cinéma dans Tōi hitotsu no michi de Seiichirō Uchikawa en 1960. Il tient plusieurs seconds rôles au cinéma pour ensuite devenir une vedette de la télévision avec le feuilleton historique Taikōki (1965).
En dehors du Japon, Ken Ogata est principalement connu pour ses rôles dans des films de Shōhei Imamura, La vengeance est à moi (1979) et La Ballade de Narayama (1983) ainsi que pour interprétation de Yukio Mishima dans Mishima de Paul Schrader (1985).
Dans les années 2000, Ken Ogata apparaît en vieillard rejeté par tous dans L'Homme qui marche sur la neige de Masahiro Kobayashi présenté au Festival de Cannes en 2001, ou dans le rôle d'un intendant féodal pour La Servante et le Samouraï de Yōji Yamada, à Berlin en 2005.
Souffrant d'hépatite chronique depuis huit ans, il meurt à l'âge de 71 ans, le 5 octobre 2008, des suites d'un cancer du foie à l'hôpital de Mibu dans la préfecture de Tochigi.
Ken Ogata a tourné dans plus de 60 films entre 1960 et 2008. Il est le père des acteurs Naoto Ogata et Kanta Ogata (ja).

## Filmographie partielle

### Au cinéma
- 1960 : Tōi hitotsu no michi (遠い一つの道?) de Seiichirō Uchikawa
- 1964 : Kanchō (間諜?) de Tadashi Sawashima
- 1968 : Le Deuxième sexe (セックス・チェック 第二の性, Sekkusu chekku: Daini no sei?) de Yasuzō Masumura : Shiro
- 1968 : La Boîte à cubes (積木の箱, Tsumiki no hako?) de Yasuzō Masumura : Yūji Sugiura
- 1969 : Wakare (永訣?) de Hideo Ōba : Tadayuki
- 1969 : Furin kazan (風林火山, Furin kazan?) de Hiroshi Inagaki
- 1969 : D'amour chante mon cœur (わが恋わが歌, Waga koi waga uta?) de Noboru Nakamura : Hitomi Yamaguchi
- 1971 : Une femme nommée En (婉という女, En toiu onna?) de Tadashi Imai
- 1974 : Les Derniers Samouraïs (狼よ落日を斬れ, Ōkami yo rakujitsu o kire?) de Kenji Misumi : Hanjiro Nakamura / Kirino Toshiaki
- 1974 : Hissatsu shikake-nin: Shunsetsu shikake-bari (必殺仕掛人 春雪仕掛針?) de Masahisa Sadanaga : Fujieda Baian
- 1974 : Le Vase de sable (砂の器, Suna no utsuwa?) de Yoshitarō Nomura : Miki
- 1977 : Mont Hakkoda (八甲田山, Hakkodasan?) de Shirō Moritani : caporal Murayama
- 1978 : L'Été du démon (鬼畜, Kichiku?) de Yoshitarō Nomura : Sōkichi Takeshita
- 1979 : La vengeance est à moi (復讐するは我にあり, Fukushū suru wa ware ni ari?) de Shōhei Imamura : Iwao Enokizu
- 1980 : Kage no gundan: Hattori Hanzo (影の軍団 服部半蔵?) d'Eiichi Kudō
- 1980 : Virus (復活の日, Fukkatsu no hi?) de Kinji Fukasaku : professeur Tsuchiya
- 1980 : Warui yatsura (わるいやつら?) de Yoshitarō Nomura : Inoue
- 1981 : Eijanaika (ええじゃないか?) de Shōhei Imamura : Furukawa
- 1981 : Samurai Reincarnation (魔界転生, Makai tenshō?) de Kinji Fukasaku : Miyamoto Musashi
- 1981 : Edo Porn (北斎漫画, Hokusai manga?) de Kaneto Shindō : Tetsuzo (Katsushika Hokusai)
- 1982 : Yajū deka (野獣刑事?) d'Eiichi Kudō : Seiji Ōtaki
- 1983 : La Ballade de Narayama (楢山節考, Narayama bushi-ko?) de Shōhei Imamura : Tatsuhei
- 1983 : Yohkiroh, le royaume des geishas (陽暉楼, Yōkirō?) de Hideo Gosha : Katsuzo
- 1983 : Okinawan Boys (オキナワの少年, Okinawa no shonen?) de Taku Shinjō : Higa
- 1983 : The Catch (魚影の群れ, Gyoei no mure?) de Shinji Sōmai : Fusajiro Kohama
- 1985 : La Proie de l'homme (櫂, Kai?) de Hideo Gosha : Iwago Tomita
- 1985 : Mishima (Mishima: A Life in Four Chapters) de Paul Schrader : Yukio Mishima
- 1985 : Portrait d'un criminel (薄化粧, Usugeshō?) de Hideo Gosha : Tokichi Sakane
- 1986 : L'Homme des passions (火宅の人, Kataku no hito?) de Kinji Fukasaku : Kazuo Dan
- 1987 : Zegen, le seigneur des bordels (女衒, Zegen?) de Shōhei Imamura : Iheiji Muraoka
- 1987 : Tokyo Bordello (吉原炎上, Yoshiwara enjo?) de Hideo Gosha : un policier
- 1988 : Rabu sutori o kimini (ラブ・ストーリーを君に?) de Shin'ichirō Sawai : Setsuo Nagata
- 1988 : Yūshun (優駿?) de Shigemichi Sugita (ja)
- 1988 : Hana no ran (華の乱?) de Kinji Fukasaku : Tekkan Yosano
- 1989 : Shōgun Iemitsu no ranshin: Gekitotsu (将軍家光の乱心 激突?) de Yasuo Furuhata : Igo Gyobu
- 1989 : La Légende de Zatoïchi : L'Odyssée finale (座頭市, Zatōichi?) de Shintarō Katsu : un rōnin
- 1989 : Shasō (社葬?) de Toshio Masuda : Heikichi Washio
- 1991 : Le Grand Enlèvement (大誘拐, Dai yūkai?) de Kihachi Okamoto
- 1991 : Goodbye Mama (グッバイ・ママ, Gubbai mama?) de Yasushi Akimoto
- 1991 : Kamitsukitai (咬みつきたい?) de Shūsuke Kaneko : Shutaro Ishikawa
- 1992 : O-Roshiya-koku suimu-tan (おろしや国酔夢譚?) de Jun'ya Satō : Kōdayu Daikokuya
- 1992 : Keisho sakazuki (継承盃?) de Kazuki Ōmori : Daisaku Kadota
- 1995 : Goodbye Japan! (さよならニッポン！, Sayonara Nippon!?) de Yukihiko Tsutsumi
- 1996 : The Pillow Book de Peter Greenaway :  le père
- 1996 : Gonin 2 de Takashi Ishii : Toyama Masamichi
- 2000 : Film Noir (殺し, Koroshi?) de Masahiro Kobayashi : client
- 2001 : L'Homme qui marche sur la neige (歩く、人, Aruku, hito?) de Masahiro Kobayashi : Nobuo Honma
- 2004 : Izo (イゾウ?) de Takashi Miike
- 2004 : La Servante et le Samouraï (隠し剣 鬼の爪, Kakushi ken oni no tsume?) de Yōji Yamada : Hori
- 2006 : Nagai sanpo (長い散歩?) d'Eiji Okuda : Matsutaro Yasuda
- 2006 : Amour et Honneur (武士の一分, Bushi no ichibun?) de Yōji Yamada : Hori
- 2008 : Gegege no Kitarō: Sennen noroi uta (ゲゲゲの鬼太郎 千年呪い歌?) de Katsuhide Motoki : Nurarihyon

### À la télévision
- 1965 : Taikōki (太閤記?)

## Distinctions
Sauf indication contraire, les informations mentionnées dans cette section peuvent être confirmées par la base de données cinématographiques IMDb,  présente dans la section « Liens externes ».

### Décoration
- 2000 : récipiendaire de la médaille au ruban pourpre
- 2008 : récipiendaire de l'ordre du Soleil levant de 4e classe

### Récompenses
- 1978 : Hōchi Film Award du meilleur acteur pour L'Été du démon[5]
- 1979 : prix du meilleur acteur pour L'Été du démon aux Japan Academy Prize[6]
- 1979 : Blue Ribbon Award du meilleur acteur pour L'Été du démon[7]
- 1979 : prix Kinema Junpō du meilleur acteur pour L'Été du démon[8],[9]
- 1979 : prix Mainichi du meilleur acteur pour L'Été du démon[10]
- 1980 : prix du meilleur acteur pour La vengeance est à moi au festival du film de Yokohama
- 1984 : prix du meilleur acteur pour La Ballade de Narayama, Yohkiroh, le royaume des geishas et The Catch aux Japan Academy Prize[11]
- 1984 : Blue Ribbon Award du meilleur acteur pour La Ballade de Narayama, Yohkiroh, le royaume des geishas, The Catch et Okinawan Boys[12]
- 1984 : prix Mainichi du meilleur acteur pour La Ballade de Narayama, Yohkiroh, le royaume des geishas et The Catch[13]
- 1987 : prix du meilleur acteur pour L'Homme des passions aux Japan Academy Prize[14]
- 2009 : prix pour l'ensemble de sa carrière aux Japan Academy Prize[15]
- 2009 : prix spécial Blue Ribbon[16]
- 2009 : prix spécial du film Mainichi[17]

### Nominations
- 1980 : prix du meilleur acteur pour La vengeance est à moi aux Japan Academy Prize[18]
- 1982 : prix du meilleur acteur pour Edo Porn aux Japan Academy Prize[19]
- 1986 : prix du meilleur acteur pour Portrait d'un criminel et La Proie de l'homme aux Japan Academy Prize[20]
- 1988 : prix du meilleur acteur pour Zegen, le seigneur des bordels aux Japan Academy Prize[21]
- 1989 : prix du meilleur acteur dans un second rôle pour Hana no ran, Yūshun et Rabu sutori o kimini aux Japan Academy Prize[22]
- 1990 : prix du meilleur acteur pour Shasō et Shōgun Iemitsu no ranshin: Gekitotsu aux Japan Academy Prize[23]
- 1992 : prix du meilleur acteur pour Kamitsukitai et Le Grand Enlèvement et prix du meilleur acteur dans un second rôle pour Goodbye Mama aux Japan Academy Prize[24]
- 1993 : prix du meilleur acteur pour O-Roshiya-koku suimu-tan et Keisho sakazuki aux Japan Academy Prize[25]